# Obrazovanje u pomorstvu
Temelj kvalitetnog razvitka cjelokupnog pomorskog gospodarstva kao i pomorske znanosti općenito je odgovarajuće obrazovanje te odgovarajući znanstveno-istraživački i stručni rad u kompleksnoj domeni pomorstva. Upravo pomorske srednje škole, a pogotovo pomorski fakulteti obrazuju kadar koji u nacionalnim, europskim i svjetskim odnosno globalnim okvirima, aktivno sudjeluje u stvaranju, razvoju i odgovarajućoj primjeni multidisciplinarne pomorske znanosti te snažno ističe pomorsku orijentaciju Republike Hrvatske u svijetu.

## Povijest
Od kanua, koji su bili napravljeni od izdubljena drva, do modernih brodova razvijala su se i zanimanja povezana s pomorstvom. Hrvatska tradicija pomorstva na istočnoj jadranskoj obali, započeta još za ilirskih vremena, nastavljena je udjelom feničkih i grčkih naseobina i jačanjem ekonomske i vojničke snage hrvatskog naroda nakon njihova
dolaska na obale Jadrana, o čemu svjedoče mnogobrojni zapisi o njihovima pomorskim pothvatima, počevši već od VII stoljeća. Pisac, povjesničar, teolog i pjesnik Pavao Đakon (Paulus Diaconus, nazivan i Casinensis, Levita ili Warnefridi) u svom djelu "Povijest Langobarda" (u latinskom izvorniku "Historia gentis Langobardorum libri VI" ili kraće "Historia Langobardorum") navodi da su 642 god. Hrvati nazočni s mnoštvom brodova pod gradom Sepontom (Manfredonija, provincija Foggia jedna od talijanskih pokrajina u okviru regije Apulija u Italiji.). Kroz povijest razvoja Hrvatske može se pratiti i povijest razvoja pomorstva, a ujedno i pomorski obrazovni proces. Prva pomorska škola na istočnoj obali Jadranskoga mora osnovana je u Bakru 1849., a neznatno kasnije i pomorske škole u Splitu, Malom Lošinju, Zadru i Dubrovniku. Viša pomorska škola osnovana je 1949. u Rijeci, a zatim u Splitu te naknadno prerastaju u pomorske fakultete.

## Obrazovne ustanove
U Republici Hrvatskoj obrazovne ustanove u pomorstvu trenutačno čine dva pomorska fakulteta, dva sveučilišna pomorska odjela, tri pomorske srednje škole te pet srednjih škola sa smjerovima usko vezanim uz pomorstvo.

### Srednjoškolske ustanove
Pomorske srednje škole:
- Pomorska škola Bakar
  - Pomorski nautičar
  - Tehničar za brodostrojarstvo
  - Tehničar za logistiku i špediciju
- Pomorska škola Split
  - Pomorski nautičar
  - Tehničar za brodostrojarstvo
  - Tehničar za logistiku i špediciju
  - Ribarsko-nautički tehničar
- Pomorska škola Zadar
  - Pomorski nautičar
  - Tehničar za brodostrojarstvo
  - Tehničar za logistiku i špediciju

Srednje škole sa smjerovima usko vezanim uz pomorstvo:
- Pomorsko-tehnička škola Dubrovnik
  - Pomorski nautičar
  - Tehničar za brodostrojarstvo
- Srednja škola Ambroza Haračića Mali Lošinj
  - Pomorski nautičar
  - Tehničar za brodostrojarstvo
- Tehnička škola Šibenik
  - Tehničar za brodostrojarstvo
- Prometno-tehnička škola Šibenik
  - Pomorski nautičar
  - Tehničar za logistiku i špediciju
- Srednja škola Korčula
  - Tehničar za brodostrojarstvo

### Visokoškolske ustanove
Popis pomorskih fakulteta i sveučilišnih pomorskih odjela, studijskih programa, akademskih naziva i akademskih stupnjeva te njihovih kratica. Posebni program obrazovanja održava se sukladno Pravilniku o izmjenama i dopunama pravilnika o zvanjima i svjedodžbama o osposobljenosti pomoraca.

Pomorski fakulteti:
- Pomorski fakultet u Rijeci
  - Preddiplomski studij
    - Nautika i tehnologija pomorskog prometa
      - sveučilišni/a prvostupnik/prvostupnica (baccalaureus/baccalaurea) inženjer/inženjerka nautike (univ. bacc. ing. naut.)

    - Brodostrojarstvo
      - sveučilišni/a prvostupnik/prvostupnica (baccalaureus/baccalaurea) inženjer/inženjerka brodostrojarstva (univ. bacc. ing. nav. mech.)

    - Elektroničke i informatičke tehnologije u pomorstvu
      - sveučilišni/a prvostupnik/prvostupnica (baccalaureus/baccalaurea) inženjer/inženjerka informatičke tehnologije (univ. bacc. ing. techn. inf.)

    - Logistika i menadžment u pomorstvu i prometu
      - sveučilišni/a prvostupnik/prvostupnica (baccalaureus/baccalaurea) inženjer/inženjerka pomorske tehnologije (univ. bacc. ing. nav. techn.)

    - Tehnologija i organizacija prometa
      - sveučilišni/a prvostupnik/prvostupnica (baccalaureus/baccalaurea) inženjer/inženjerka prometa (univ. bacc. ing. traff.)

  - Diplomski studij
    - Nautika i tehnologija pomorskog prometa
      - magistar/magistra inženjer/inženjerka nautike i pomorske tehnologije (mag. ing. nav. techn.)

    - Brodostrojarstvo i tehnologija pomorskog prometa
      - magistar/magistra inženjer/inženjerka brodostrojarstva i pomorske tehnologije (mag. ing. nav. mech.)

    - Elektroničke i informatičke tehnologije u pomorstvu
      - magistar/magistra inženjer/inženjerka pomorske tehnologije (mag. ing. nav. techn.)

    - Logistika i menadžment u pomorstvu i prometu
      - magistar/magistra inženjer/inženjerka pomorske tehnologije (mag. ing. nav. techn.)

    - Tehnologija i organizacija prometa
      - magistar/magistra inženjer/inženjerka prometa (mag. ing. traff.)

  - Poslijediplomski znanstveni doktorski studij „Pomorstvo“
    - doktor/doktorica znanosti, iz polja tehnologije prometa i transporta (dr. sc.)

  - Posebni program obrazovanja
- Pomorski fakultet u Splitu
  - Preddiplomski
    - Pomorska nautika
      - sveučilišni/a prvostupnik/prvostupnica (baccalaureus/baccalaurea) inženjer/inženjerka nautike (univ. bacc. ing. naut.)

    - Brodostrojarstvo
      - sveučilišni/a prvostupnik/prvostupnica (baccalaureus/baccalaurea) inženjer/inženjerka brodostrojarstva (univ. bacc. ing. nav. mech.)

    - Pomorske elektrotehničke i informatičke tehnologije
      - sveučilišni/a prvostupnik/prvostupnica (baccalaureus/baccalaurea) inženjer/inženjerka informatičke tehnologije (univ. bacc. ing. techn. inf.)

    - Pomorski sustavi i procesi
      - sveučilišni/a prvostupnik/prvostupnica (baccalaureus/baccalaurea) inženjer/inženjerka pomorske tehnologije (univ. bacc. ing. nav. techn.)

    - Pomorski menadžment
      - sveučilišni/a prvostupnik/prvostupnica (baccalaureus/baccalaurea) inženjer/inženjerka prometa (univ. bacc. ing. traff.)

    - Pomorske tehnologije jahta i marina
      - sveučilišni/a prvostupnik/prvostupnica (baccalaureus/baccalaurea) inženjer/inženjerka pomorske tehnologije (univ. bacc. ing. nav. techn.)

  - Diplomski
    - Pomorska nautika
      - magistar/magistra inženjer/inženjerka nautike (mag. ing. naut.)

    - Brodostrojarstvo
      - magistar/magistra inženjer/inženjerka brodostrojarstva (mag. ing. nav. mech.)

    - Pomorske elektrotehničke tehnologije
      - magistar/magistra inženjer/inženjerka pomorske tehnologije (mag. ing. nav. techn.)

    - Pomorski sustavi i procesi
      - magistar/magistra inženjer/inženjerka pomorske tehnologije (mag. ing. nav. techn.)

    - Pomorski menadžment
      - magistar/magistra inženjer/inženjerka pomorskog menadžmenta (mag. ing. admin. nav.)

    - Pomorske tehnologije jahta i marina
      - magistar/magistra inženjer/inženjerka pomorske tehnologije (mag. ing. nav. techn.)

  - Posebni program obrazovanja

Sveučilišni pomorski odjeli:
- Sveučilište u Dubrovniku, Pomorski odjel
  - Preddiplomski
    - Nautika
      - sveučilišni/a prvostupnik/prvostupnica (baccalaureus/baccalaurea) inženjer/inženjerka pomorskog prometa nautičkog smjera (univ. bacc. ing. naut.)

    - Brodostrojarstvo
      - sveučilišni/a prvostupnik/prvostupnica (baccalaureus/baccalaurea) inženjer/inženjerka pomorskog prometa brodostrojarskog smjera (univ. bacc. ing. nav. mech.)

    - Pomorske tehnologije jahta i marina
      - sveučilišni/a prvostupnik/prvostupnica (baccalaureus/baccalaurea) inženjer/inženjerka pomorskih tehnologija jahta i marina (univ. bacc. ing. nav. techn.)

    - Elektrotehničke i komunikacijske tehnologije u pomorstvu (Odjel za elektrotehniku i računarstvo)
      - sveučilišni/a prvostupnik/prvostupnica (baccalaureus/baccalaurea) inženjer/inženjerka elektrotehničke i komunikacijske tehnologije u pomorstvu (univ. bacc. ing. el.)

  - Diplomski
    - Pomorstvo
      - magistar/magistrica inženjer/inženjerka pomorskog prometa (mag. ing. nav. traff.)

    - Elektrotehničke i komunikacijske tehnologije u pomorstvu (Odjel za elektrotehniku i računarstvo)
      - magistar/magistra inženjer/inženjerka elektrotehničke i komunikacijske tehnologije u pomorstvu (mag. ing. el.)

  - Posebni program obrazovanja
- Sveučilište u Zadru, Pomorski odjel
  - Preddiplomski
    - Nautika i tehnologija pomorskog prometa
      - sveučilišni/a prvostupnik/prvostupnica (baccalaureus/baccalaurea) inženjer/inženjerka nautike (univ. bacc. ing. naut.)

    - Brodostrojarstvo i tehnologija pomorskog prometa
      - sveučilišni/a prvostupnik/prvostupnica (baccalaureus/baccalaurea) inženjer/inženjerka brodostrojarstva i pomorske tehnologije (univ. bacc. ing. nav. mech.)

  - Posebni program obrazovanja
- Sveučilište Sjever, Odjel logistike i održive mobilnosti
  - Preddiplomski
    - Logistika i mobilnost[4]
      - stručni/a prvostupnik/prvostupnica (baccalaureus/baccalaurea), inženjer/inženjerka logistike i mobilnosti (bacc. ing. log.)[4]

  - Diplomski
    - Održiva mobilnost i logistika (Održivi prometni sustavi, Upravljanje logističkim sustavima)[5]
      - sveučilišni magistar/magistra inženjer/inženjerka održive mobilnosti i logistike (univ. mag. ing. traff.)[5]

### Pomorska učilišta za izobrazbu pomoraca
Obavljaju izobrazbu pomorca, jahtaša, nautičara i ostalih djelatnika u pomorstvu za stjecanje pomorskih zvanja i svjedodžbi o osposobljenosti pomoraca u skladu sa STCW Konvencijom, Pravilnikom o zvanjima i svjedodžbama o osposobljenosti pomoraca i Pravilnikom o brodicama i jahtama te ostalim relevantnim propisima.

## Zvanja i svjedodžbe o osposobljenosti pomoraca
Obrazovanje pomoraca ne prestaje završetkom pomorske škole ili fakulteta nego se nastavlja polaganjem ispita u lučkoj kapetaniji za stjecanje svjedodžbi odnosno propisanih razina pomorskih zvanja. Zvanja i svjedodžbe o osposobljenosti pomoraca su propisane Pravilnikom o zvanjima i svjedodžbama o osposobljenosti pomoraca.
- Zvanja pomoraca u službi palube su:
  - zapovjednik broda,
  - prvi časnik palube,
  - časnik plovidbene straže,
  - član plovidbene straže.
- Pomorac u službi palube može steći sljedeće svjedodžbe o osposobljenosti:
  - zapovjednik broda od 3000 BT ili većeg (STCW II/2, točke 12);
  - prvi časnik palube na brodu od 3000 BT ili većem (STCW II/2, točke 11);
  - zapovjednik broda do 3000 BT (STCW II/2, točke 32);
  - prvi časnik palube na brodu do 3000 BT (STCW II/2, točke 31);
  - časnik plovidbene straže na brodu od 500 BT ili većem (STCW II/1);
  - zapovjednik broda do 500 BT u maloj obalnoj plovidbi (STCW II/3, točka 2);
  - časnik plovidbene straže na brodu do 500 BT u maloj obalnoj plovidbi (STCW II/3, točka 1);
  - član posade koji čini dio plovidbene straže (STCW II/4);
  - zapovjednik broda do 200 BT u nacionalnoj plovidbi i zapovjednik ribarskog broda u ZERP-u (HR III/14);
  - zapovjednik broda do 50 BT u nacionalnoj plovidbi (HR III/13).

- Zvanja pomoraca u službi stroja su:
  - upravitelj stroja,
  - drugi časnik stroja,
  - časnik plovidbene straže u strojarnici,
  - član plovidbene straže u strojarnici.
- Pomorac u službi stroja može steći sljedeće svjedodžbe o osposobljenosti:
  - upravitelj stroja na brodu sa strojem porivne snage od 3000 kW ili jačim (STCW III/2, točka 2);
  - drugi časnik stroja na brodu sa strojem porivne snage od 3000 kW ili jačim (STCW III/2, točka 1);
  - drugi časnik stroja na brodu sa strojem porivne snage do 3000 kW (STCW III/3);
  - upravitelj stroja na brodu sa strojem porivne snage do 3000 kW (STCW III/3);
  - časnik stroja odgovoran za stražu u strojarnici sa strojem porivne snage od 750 kW ili jačim (STCW III/1);
  - član posade koji čini dio plovidbene straže u strojarnici (STCW III/4);
  - upravitelj stroja na brodu sa strojem porivne snage do 1000 kW u nacionalnoj plovidbi (HR III/26);
  - časnik stroja na brodu sa strojem porivne snage do 1000 kW u nacionalnoj plovidbi (HR III/25);
  - upravitelj stroja na brodu sa strojem porivne snage do 500 kW u nacionalnoj plovidbi (HR III/24);
  - upravitelj stroja na ribarskom brodu sa strojem porivne snage do 1500 kW (R-HR VI/7)
  - časnik stroja odgovornog za stražu u strojarnici na ribarskom brodu sa strojem porivne snage do 1500 kW (R-HR VI/6);
  - upravitelj stroja na ribarskom brodu sa strojem porivne snage do 500 kW (R-HR VI/5).

- Zvanja pomoraca u GMDSS-radioslužbi su:
  - radioelektroničar
  - radiooperater.
- Pomorac s odgovarajućim zvanjem u GMDSS-radioslužbi može steći sljedeće svjedodžbe o osposobljenosti:
  - radioelektroničar I. klase (STCW IV/2, točka 1);
  - radioelektroničar II. klase (STCW IV/2, točka 2);
  - radiooperater s općom ovlasti (STCW IV/2, točka 3);
  - radiooperater s ograničenom ovlasti (STCW IV/2, točka 4)
  - VHF DSC radiooperater (CEPT 31-04E).

- Svjedodžbe o osposobljenosti pomoraca:
  - Osnovne osposobljenosti (upoznavanje osnova sigurnosti, služba palube, služba stroja, radioslužba, ostale osnovne osposobljenosti, osnovne osposobljenosti na ribarskim brodovima)
  - Dopunske osposobljenosti (protupožarna zaštita, tankeri, brodica za spašavanje, spasilačka brodica i brza spasilačka brodica, prva medicinska pomoć i medicinska skrb, putnički i ro-ro putnički brodovi, rukovanje opasnim teretima, brza plovila, radarski i ARPA uređaji, sigurnosna zaštita)

## Vanjske poveznice
- Mrežne stranice - Pomorski fakultet u Rijeci
- Mrežne stranice - Pomorski fakultet u Splitu
- Mrežne stranice - Sveučilište u Dubrovniku, Pomorski odjel  Arhivirana inačica izvorne stranice od 14. ožujka 2012. (Wayback Machine)
- Mrežne stranice - Sveučilište u Zadru, Pomorski odjel
- Mrežne stranice - Pomorska škola Bakar  Arhivirana inačica izvorne stranice od 17. siječnja 2012. (Wayback Machine)
- Mrežne stranice - Pomorska škola Split
- [neaktivna poveznica]
- Mrežne stranice - Pomorsko-tehnička škola Dubrovnik  Arhivirana inačica izvorne stranice od 11. siječnja 2012. (Wayback Machine)
- Mrežne stranice - Srednja škola Ambroza Haračića Mali Lošinj
- Mrežne stranice - Tehnička škola Šibenik  Arhivirana inačica izvorne stranice od 30. prosinca 2011. (Wayback Machine)
- Mrežne stranice - Prometno-tehnička škola Šibenik  Arhivirana inačica izvorne stranice od 26. ožujka 2012. (Wayback Machine)
- Mrežne stranice - Srednja škola Korčula  Arhivirana inačica izvorne stranice od 18. kolovoza 2011. (Wayback Machine)